# Maxillaria variabilis
Espèce
Statut CITES
Maxillaria variabilis est une espèce d'orchidées du genre Maxillaria originaire d'Amérique centrale et du Sud.